# Gia Corley
Gia Corley (* 20. Mai 2002 in Tacoma, Vereinigte Staaten) ist eine deutsche Fußballspielerin.

## Karriere

### Vereine
Gia Corley begann ihre Karriere in der Oberpfalz, beim SV Fortuna Regensburg. Anschließend spielte sie für Jugendmannschaften des 1. FC Nürnberg. In der D-Jugend war Corley beim 1. SC Feucht in der Bezirksoberliga aktiv und wechselte dann mit ihrem Trainer Jürgen Baske in die C-Jugend der JFG Wendelstein, wo sie alle möglichen Bayernliga-Spiele bestritt.
Seit dem Sommer 2016 trainierte Corley u. a. per Gastspielrecht mit den Juniorinnen des FC Bayern, bevor sie 2018 für die zweite Mannschaft in der 2. Frauen-Bundesliga fest unter Vertrag genommen wurde. In der Saison 2018/19 wurde sie Zweitligameisterin, und im Herbst 2019 kam sie zu ihrem ersten Profispiel, als sie in der UEFA Women’s Champions League für die erste Mannschaft debütierte. Ihr Bundesligadebüt gab sie am 13. September 2020 (2. Spieltag) beim 4:0-Sieg im Auswärtsspiel gegen Werder Bremen mit Einwechslung für Lineth Beerensteyn in der 75. Minute. 
Mit Beginn der Saison 2021/22 wurde sie vom Ligakonkurrenten  TSG 1899 Hoffenheim verpflichtet. Für die TSG bestritt sie in ihrer ersten Saison 14 Bundesliga-Spiele, in denen sie drei Tore erzielte, sowie zwei Partien im DFB-Pokal.
Mitte Januar 2025, während der Winterpause der Saison 2024/25, verließ Corley Hoffenheim und wechselte in ihr Geburtsland, wo sie sich San Diego Wave FC anschloss.

### Nationalmannschaft
Sie spielte für den DFB als Spielführerin in den U15-, U16 und U17-Auswahlen; letztere führte sie 2019 zum Europameistertitel. Sie gehört zum Kader der U19-Nationalmannschaft, für die sie fünf Länderspiele bestritt. Am 26. November 2021 debütierte sie in der U20-Nationalmannschaft, die in Salou das Testspiel gegen die Auswahl Frankreichs mit 1:2 verlor.
Gia Corley gehörte zum Kader der deutschen Nationalmannschaft bei der U20-Weltmeisterschaft 2022 in Costa Rica. Bei der Reaktivierung der U23-Nationalmannschaft im Spieljahr 2024 kam sie am 24. Oktober in Frankfurt am Main beim 3:0-Sieg über die U23-Nationalmannschaft Frankreichs zum Einsatz.

## Erfolge
- Deutscher Meister: 2021

## Auszeichnungen
- Fritz-Walter-Medaille: 2019 (Bronze), 2020 (Silber)[4]